# Кубок мира по биатлону 1994/1995
Кубок мира по биатлону 1994/1995 — спортивное соревнование по биатлону, содержащая в себе шесть этапов, первый из которых начался 8 декабря 1994 года в австрийской общине под названием Бадгастайн и завершившиеся в норвежском городе под названием Лиллехаммер. В соревнованиях были такие дисциплины, как индивидуальная гонка, спринт, эстафета, командная гонка.

## Места проведения
- Бадгастайн — c 8 по 11 декабря
- Бадгастайн — с 14 по 17 декабря
- Оберхоф — с 19 по 22 января
- Рупольдинг — с 26 по 29 января
- Антхольц — с 14 по 19 февраля (чемпионат мира)
- Лахти — с 9 по 12 марта
- Лиллехаммер — с 16 по 19 марта

## Этапы

### Первый этапБадгастайн(8 декабря — 11 декабря 1994 года)
| Гонка                                                                                  | Мужчины | Женщины |
| Индивидуальная гонка 1. 8 декабря 1994 Женщины: 15 км 2. 8 декабря 1994 Мужчины: 20 км | 1. Владимир Драчёв 54:51.2 (1) 2. Томаш Сикора +17.6 (0) 3. Дмитрий Пантов +47.6 (0) 4. Френк Перрот 5. Лионель Лоран 6. Эдуард Рябов 7. Хуберт Лейтгеб 8. Патрик Фавре                                                                               | 1. Анн Бриан 53:21.3 (2) 2. Симона Грайнер +22.6 (2) 3. Светлана Парамыгина+1:24.4 (1) 4. Сона Михокова 5. Екатерина Дафовска 6. Елена Петрова 7. Корин Ньогре 8. Ирина Аголакова                                                     |
| Спринт 1. 10 декабря 1994 Женщины: 7,5 км 2. 10 декабря 1994 Мужчины: 10 км            | 1. Йон Оге Тюллум 30:01.8 (0) 2. Уле-Эйнар Бьёрндален +14.0 (2) 3. Алексей Кобелев +48.8 (3) 4. Владимир Драчёв 5. Марк Кирхнер 6. Жозе Поклюкар 7. Янеш Озболт 8. Томас Глобочник                                                                    | 1. Хильдегун Миккельсплас 30:55.6 (1) 2. Элин Кристиансен +3.8 (0) 3. Ирина Милешина +10.0 (0) 4. Уши Дизль 5. Светлана Парамыгина 6. Корин Ньогре 7. Андрея Коблар 8. Петра Беле                                                     |
| Эстафета 1. 11 декабря 1994 Мужчины: 4х7,5 км 2. 11 декабря 1994 Женщины: 4х7,5 км     | 1. Россия 1:48:01.1 Виктор Майгуров Владимир Драчёв Эдуард Рябов Алексей Кобелев 2. Италия +31.5 Рене Каттаринусси Андреас Цингерле Пьеральберто Каррара Патрик Фавр 3. Норвегия +1:36.3 Фруде Андресен Халвар Ханевольд Ивар Улеклейв Йон Оге Тюллум | 1. Франция 2:06:54.5 Корин Ньогре Вероник Клодель Эмманюэль Кларе Анн Бриан 2. Норвегия +23.2 Элин Кристиансен Асе Идланд Анетта Сиквеланн Хильдегун Миккельсплас 3. Германия +2:06.0 Уши Дизль Антье Харви Симона Грайнер Петра Беле |

### Второй этапБадгастайн(14 декабря — 17 декабря 1994 года)
| Гонка                                                                                    | Мужчины | Женщины |
| Индивидуальная гонка 1. 14 декабря 1994 Женщины: 15 км 2. 15 декабря 1994 Мужчины: 20 км | 1. Патрик Фавре 59:16.9 (2) 2. Вадим Сашурин +8.4 (0) 3. Яакко Ниеми +27.6 (2) 4. Пьеральберто Каррара 5. Йон Оге Тюллум 6. Томаш Сикора 7. Райнхард Нойнер 8. Янеш Озболт                                                                       | 1. Петра Беле 1:04:35.9 (1) 2. Анн Бриан +10.4 (2) 3. Валентина Цербе-Несина +1:07.8 (2) 4. Елена Петрова 5. Надежда Таланова 6. Уши Дизль 7. Вероник Клодель 8. Светлана Парамыгина                                                    |
| Спринт 1. 16 декабря 1994 Женщины: 7,5 км 2. 16 декабря 1994 Мужчины: 10 км              | 1. Сильфест Глимсдаль 29:41.5 (0) 2. Олег Рыженков +1.5 (1) 3. Франк Лук +16.8 (0) 4. Петер Зендель 5. Свен Фишер 6. Александр Попов 7. Алексей Кобелев 8. Йон Оге Тюллум                                                                        | 1. Симона Грайнер 28:06.3 (0) 2. Антье Харви +5.2 (0) 3. Уши Дизль +17.1 (1) 4. Корин Ньогре 5. Петра Беле 6. Мари Лампинен 7. Анн Бриан 8. Надежда Таланова                                                                            |
| Эстафета 1. 17 декабря 1994 Мужчины: 4х7,5 км 2. 17 декабря 1994 Женщины: 4х7,5 км       | 1. Россия 1:41:17.6 Павел Муслимов Владимир Драчёв Валерий Гаевой Алексей Кобелев 2. Норвегия +1:33.7 Уле-Эйнар Бьёрндален Халвар Ханевольд Сильфест Глимсдаль Йон Оге Тюллум 3. Германия +2:04.3 Рикко Гросс Петер Зендель Лук Франк Свен Фишер | 1. Норвегия 1:53:10.2 Асе Идланд Анетта Сиквеланн Хильдегун Миккельсплас Элин Кристиансен 2. Германия +2:02.8 Уши Дизль Антье Харви Симона Грайнер Петра Беле 3. Франция +2:43.2 Корин Ньогре Вероник Клодель Эмманюэль Кларе Анн Бриан |

### Третий этапОберхоф(19 января — 22 января 1995 года)
| Гонка                                                                                  | Мужчины | Женщины |
| Индивидуальная гонка 1. 19 января 1995 Женщины: 15 км 2. 19 января 1995 Мужчины: 20 км | 1. Вильфрид Палльхубер 58:55.4 (1) 2. Патрис Байи-Сален +6.1 (1) 3. Эдуард Рябов +20.9 (1) 4. Рикко Гросс 5. Йенс Штайниген 6. Йон Оге Тюллум 7. Игорь Хохряков 8. Владимир Драчёв                                                      | 1. Уши Дизль 53:42.4 (2) 2. Симона Грайнер +16.5 (2) 3. Ива Карагиозова +23.6 (0) 4. Флоранс Баверель 5. Светлана Парамыгина 6. Ольга Мельник 7. Сона Михокова 8. Анн Бриан                                                               |
| Спринт 1. 21 января 1995 Женщины: 7,5 км 2. 21 января 1995 Мужчины: 10 км              | 1. Алексей Кобелев 26:29.1 (2) 2. Рикко Гросс +3.8 (1) 3. Уле-Эйнар Бьёрндален +11.2 (0) 4. Илмарс Брицис 5. Вильфрид Палльхубер 6. Карстен Хейман 7. Патрис Байи-Сален 7. Павел Муслимов                                               | 1. Анн Бриан 23:39.6 (0) 2. Надежда Таланова +32.0 (1) 3. Мари Лампинен +1:13.9 (2) 4. Корин Ньогре 5. Татьяна Водопьянова 6. Галина Куклева 7. Элин Кристиансен 8. Сона Михокова                                                         |
| Командная гонка 1. 22 января 1995 Мужчины: 10 км 2. 22 января 1995 Женщины: 7,5 км     | 1. Германия 29:21.1 Лук Франк Карстен Хейман Рикко Гросс Свен Фишер 2. Австрия +5.7 Вольфганг Пернер Антон Ленгауэр-Стокнер Людвиг Гредлер Ханс Оберерлахер 3. Швеция +37.1 Пер Брандт Андерс Маннелквист Фредрик Куоппа Йонас Эрикссон | 1. Франция 30:33.0 Флоранс Баверель Эмманюэль Кларе Корин Ньогре Анн Бриан 2. Украина +21.6 Елена Петрова Надежда Белова Валентина Цербе-Несина Татьяна Водопьянова 3. Чехия +23.8 Ирена Чеснекова Ирина Разлова Петра Носкова Ева Хакова |

### Четвертый этапРупольдинг(26 января — 29 января 1995 года)
| Гонка                                                                                  | Мужчины | Женщины |
| Индивидуальная гонка 1. 26 января 1995 Женщины: 15 км 2. 26 января 1995 Мужчины: 20 км | 1. Патрис Байи-Сален 48:56.5 (0) 2. Фредрик Куоппа +1:08.0 (1) 3. Рикко Гросс +1:32.7 (0) 4. Вильфрид Палльхубер 5. Йенс Штайниген 6. Виктор Майгуров 7. Вилле Ряйккёнен 8. Патрик Фавре                                                         | 1. Светлана Парамыгина 45:41.5 (1) 2. Флоранс Баверель +48.3 (1) 3. Натали Сантер +52.0 (2) 4. Элин Кристиансен 5. Уши Дизль 6. Симона Грайнер 7. Магдалена Форсберг 8. Мари Лампинен                                                |
| Спринт 1. 28 января 1995 Женщины: 7,5 км 2. 28 января 1995 Мужчины: 10 км              | 1. Олег Рыженков 24:39.0 (0) 2. Людвиг Гредлер +30.6 (2) 3. Патрик Фавре +35.4 (1) 4. Эрве Фланден 5. Павел Муслимов 5. Фредрик Куоппа 7. Вильфрид Палльхубер 8. Ханс Оберерлахер                                                                | 1. Магдалена Форсберг 21:20.7 (0) 2. Флоранс Баверель +5.0 (0) 3. Надежда Таланова +22.0 (0) 4. Анн Бриан 5. Хильдегун Миккельсплас 6. Элин Кристиансен 7. Дельфина Бурлет 8. Светлана Парамыгина                                    |
| Эстафета 1. 29 января 1995 Мужчины: 4х7,5 км 2. 29 января 1995 Женщины: 4х7,5 км       | 1. Германия 1:18:40.7 Рикко Гросс Франк Лук Йенс Штайниген Свен Фишер 2. Италия +52.6 Рене Каттаринусси Вильфрид Палльхубер Патрик Фавр Пьеральберто Каррара 3. Австрия +1:32.2 Ханс Оберерлахер Вольфганг Пернер Райнхард Нойнер Людвиг Гредлер | 1. Германия 1:38:31.7 Уши Дизль Антье Харви Симона Грайнер Петра Беле 2. Россия +1:39.3 Надежда Таланова Светлана Печёрская Галина Куклева Анфиса Резцова 3. Франция +2:03.2 Корин Ньогре Вероник Клодель Флоранс Баверель Анн Бриан |

### Чемпионат мираАнтхольц(14 февраля — 19 февраля 1995 года)
| Гонка                                                                                    | Мужчины | Женщины |
| Командная гонка 1. 14 февраля 1995 Мужчины: 10 км 2. 14 февраля 1995 Женщины: 7,5 км     | 1. Норвегия 30:17.7 Даг Бьёрндален Фруде Андресен Халвар Ханевольд Йон Оге Тюллум 2. Чехия +40.1 Петр Гарабик Роман Досталь Иржи Голубец Иван Мазарик 3. Франция +49.7 Тьерри Дюсере Френк Перрот Лионель Лоран Стефан Бошо    | 1. Норвегия 30:33.0 Элин Кристиансен Аннетта Сиквеланн Гунн Маргит Андреассен Анн-Элен Шельбрейд 2. Германия +49.7 Кати Швааб Симона Грайнер Уши Дизль Петра Беле 3. Франция +1:12.3 Эмманюэль Кларе Вероник Клодель Анн Бриан Корин Ньогре           |
| Индивидуальная гонка 1. 16 февраля 1995 Женщины: 15 км 2. 16 февраля 1995 Мужчины: 20 км | 1. Томаш Сикора 1:01:36.0 (0) 2. Йон Оге Тюллум +34.6 (0) 3. Олег Рыженков +40.4 (2) 4. Роман Звонков 5. Владимир Драчёв 6. Ове-Кьель Офтедаль 7. Патрис Байи-Сален 8. Эдуард Рябов                                            | 1. Корин Ньогре 51:16.3 (1) 2. Уши Дизль +12.4 (1) 3. Екатерина Дафовска +54.3 (0) 4. Светлана Парамыгина 5. Валентина Цербе-Несина 6. Анн Бриан 7. Магдалена Форсберг 8. Айкин Сонг                                                                  |
| Спринт 1. 18 февраля 1995 Женщины: 7,5 км 2. 18 февраля 1995 Мужчины: 10 км              | 1. Патрис Байи-Сален 29:23.8 (1) 2. Павел Муслимов +1.9 (0) 3. Рикко Гросс +5.2 (0) 4. Уле-Эйнар Бьёрндален 5. Патрик Фавр 6. Александр Попов 7. Франк Лук 7. Эрве Фланден                                                     | 1. Анн Бриан 24:00.6 (1) 2. Уши Дизль +5.3 (0) 3. Корин Ньогре +6.4 (2) 4. Сона Михокова 5. Эмманюэль Кларе 6. Андрея Коблар 7. Натали Сантер 8. Наталья Пермякова                                                                                    |
| Эстафета 1. 19 февраля 1995 Мужчины: 4х7,5 км 2. 29 января 1995 Женщины: 4х7,5 км        | 1. Германия 1:23:29.9 Рикко Гросс Марк Кирхнер Франк Лук Свен Фишер 2. Франция +12.0 Лионель Лоран Патрис Байи-Сален Тьерри Дюсере Эрве Фланден 3. Белоруссия +36.1 Игорь Хохряков Александр Попов Олег Рыженков Вадим Сашурин | 1. Германия 1:37:05.0 Уши Дизль Антье Харви Симона Грайнер Петра Беле 2. Франция +33.4 Корин Ньогре Вероник Клодель Флоранс Баверель Анн Бриан 3. Норвегия +2:26.3 Анн-Элен Шельбрейд Хильдегун Миккельсплас Аннетта Сиквеланн Гунн Маргит Андреассен |

### Пятый этапЛахти(9 марта — 12 марта 1995 года)
| Гонка                                                                              | Мужчины | Женщины |
| Индивидуальная гонка 1. 9 марта 1995 Женщины: 15 км 2. 9 марта 1995 Мужчины: 20 км | 1. Людвиг Гредлер 1:07:08.8 (1) 2. Эрве Фланден +18.6 (0) 3. Вильфрид Палльхубер +32.5 (1) 4. Свен Фишер 5. Хуберт Лейтгеб 6. Йон Оге Тюллум 7. Йоханн Пасслер 8. Карстен Хейман                                                                | 1. Мартина Галинарова 59:15.7 (1) 2. Андрея Коблар +19.5 (4) 3. Корин Ньогре +25.2 (3) 4. Светлана Парамыгина 5. Вероник Клодель 6. Лив-Грете Шельбрейд 7. Флоранс Баверель 8. Мари Лампинен                                                            |
| Спринт 1. 11 марта 1995 Женщины: 7,5 км 2. 11 марта 1995 Мужчины: 10 км            | 1. Олег Рыженков 37:25.1 (1) 2. Свен Фишер +15.2 (1) 3. Матиас Поклюкар +25.6 (0) 4. Вильфрид Палльхубер 5. Пьеральберто Каррара 6. Йенс Штайниген 7. Уле-Эйнар Бьёрндален 8. Марк Кирхнер                                                      | 1. Светлана Парамыгина 30:37.2 (0) 2. Галина Куклева +42.7 (1) 3. Эмманюэль Кларе +1:01.8 (1) 4. Анн Бриан 5. Натали Сантер 6. Андрея Коблар 7. Магдалена Форсберг 8. Ева Хакова                                                                        |
| Эстафета 1. 12 марта 1995 Мужчины: 4х7,5 км 2. 12 марта 1995 Женщины: 4х7,5 км     | 1. Россия 1:37:37.4 Виктор Майгуров Владимир Драчёв Эдуард Рябов Алексей Кобелев 2. Франция +2:10.7 Френк Перрот Патрис Байи-Сален Тьерри Дюсере Эрве Фланден 3. Финляндия +2:37.9 Веса Хиеталахти Вилле Ряйккёнен Харри Элоранта Эркки Латвала | 1. Германия 1:47:07.1 Уши Дизль Антье Харви Симона Грайнер Петра Беле 2. Норвегия +3:05.1 Анн-Элен Шельбрейд Лив-Грете Шельбрейд Хильдегун Миккельсплас Элин Кристиансен 3. Россия +3:56.4 Ольга Мельник Надежда Таланова Ирина Милешина Галина Куклева |

### Шестой этапХольменколлен(16 марта — 19 марта 1995 года)
| Гонка                                                                                | Мужчины | Женщины |
| Индивидуальная гонка 1. 16 марта 1995 Женщины: 15 км 2. 16 марта 1995 Мужчины: 20 км | 1. Веса Хиеталахти 59:29.3 (1) 2. Людвиг Гредлер +14.6 (2) 3. Петер Зендель +15.5 (1) 4. Патрик Фавр 5. Вильфрид Палльхубер 6. Олег Рыженков 7. Эдуард Рябов 8. Андреас Цингерле                                                                  | 1. Светлана Парамыгина 52:42.1 (2) 2. Надежда Таланова +1:45.8 (2) 3. Галина Куклева +2:18.1 (4) 4. Магдалена Форсберг 5. Флоранс Баверель 6. Элин Кристиансен 7. Натали Сантер 8. Эмманюэль Кларе                                           |
| Спринт 1. 18 марта 1995 Женщины: 7,5 км 2. 18 марта 1995 Мужчины: 10 км              | 1. Виктор Майгуров 29:34.5 (0) 2. Йохан Пасслер +39.0 (1) 3. Уле-Эйнар Бьёрндален +41.1 (0) 4. Патрик Фавр 5. Эдуард Рябов 6. Хуберт Лейтгеб 7. Пьеральберто Каррара 8. Йенс Штайниген                                                            | 1. Галина Куклева 25:14.8 (3) 2. Анн Бриан +19.8 (1) 3. Эмманюэль Кларе +27.0 (1) 4. Светлана Парамыгина 5. Сона Михокова 6. Магдалена Форсберг 7. Анн-Элен Шельбрейд 8. Андрея Коблар                                                       |
| Эстафета 1. 19 марта 1995 Мужчины: 4х7,5 км 2. 19 марта 1995 Женщины: 4х7,5 км       | 1. Норвегия 1:30:54.4 Уле-Эйнар Бьёрндален Йон Оге Тюллум Фруде Андресен Ове-Кьель Офтедаль 2. Франция +4.0 Рафаэль Пуаре Патрис Байи-Сален Тьерри Дюсере Эрве Фланден 3. Германия +1:08.0 Петер Зендель Йенс Штайниген Карстен Хейман Свен Фишер | 1. Франция 1:48:28.4 Флоранс Баверель Эмманюэль Кларе Анн Бриан Корин Ньогре 2. Германия +45.5 Уши Дизль Антье Харви Симона Грайнер Петра Беле 3. Норвегия +9:19.6 Анн-Элен Шельбрейд Лив-Грете Шельбрейд Аннетта Сиквеланн Элин Кристиансен |

## Общий и малые зачёты: Мужчины

### Общий зачёт
| №  |                      | Очки |
| -- | -------------------- | ---- |
| 1. | Йон Оге Тюллум       | 195  |
| 2. | Патрик Фавр          | 193  |
| 3. | Вильфрид Палльхубер  | 178  |
| 4. | Уле-Эйнар Бьёрндален | 178  |
| 5. | Олег Рыженков        | 169  |

- Итоговые результаты после 14 гонок.

| №  |                     | Очки |
| -- | ------------------- | ---- |
| 1. | Патрик Фавр         | 105  |
| 2. | Вильфрид Палльхубер | 103  |
| 3. | Йон Оге Тюллум      | 100  |
| 4. | Томаш Сикора        | 99   |
| 5. | Эдуард Рябов        | 85   |

| №  |                      | Очки |
| -- | -------------------- | ---- |
| 1. | Уле-Эйнар Бьёрндален | 115  |
| 2. | Олег Рыженков        | 105  |
| 3. | Павел Муслимов       | 96   |
| 4. | Йон Оге Тюллум       | 95   |
| 5. | Патрик Фавр          | 88   |

| №  |          | Очки |
| -- | -------- | ---- |
| 1. | Италия   | 3737 |
| 2. | Германия | 3713 |
| 3. | Россия   | 3589 |
| 4. | Норвегия | 3508 |
| 5. | Франция  | 3496 |

## Общий и малые зачёты: Женщины

### Общий зачёт
| №  |                     | Очки |
| -- | ------------------- | ---- |
| 1. | Анн Бриан           | 241  |
| 2. | Светлана Парамыгина | 232  |
| 3. | Уши Дизль           | 220  |
| 4. | Корин Ньогре        | 208  |
| 5. | Магдалена Форсберг  | 178  |

- Итоговые результаты после 14 гонок.

| №  |                     | Очки |
| -- | ------------------- | ---- |
| 1. | Светлана Парамыгина | 128  |
| 2. | Уши Дизль           | 114  |
| 3. | Анн Бриан           | 111  |
| 4. | Корин Ньогре        | 103  |
| 5. | Флоранс Баверель    | 92   |

| №  |                        | Очки |
| -- | ---------------------- | ---- |
| 1. | Анн Бриан              | 130  |
| 2. | Уши Дизль              | 106  |
| 3. | Светлана Парамыгина    | 105  |
| 4. | Корин Ньогре           | 105  |
| 5. | Хильдегун Миккельсплас | 95   |

| №  |          | Очки |
| -- | -------- | ---- |
| 1. | Франция  | 3796 |
| 2. | Германия | 3692 |
| 3. | Россия   | 3497 |
| 4. | Норвегия | 3488 |
| 5. | Украина  | 3396 |